# Merlo (partido)
Pour les articles homonymes, voir Merlo.
Merlo est un partido de la province de Buenos Aires fondée en 1755 dont la capitale est Merlo.
Ce partido fait partie du groupe des 24 partidos de la province de Buenos Aires constituant, avec la capitale fédérale, le Grand Buenos Aires.